# Жуан Перейра
Жуа́н Пе́дру да Сі́лва Пере́йра (порт. João Pedro da Silva Pereira, нар. 25 лютого 1984, Лісабон) — португальський футболіст, захисник турецького «Трабзонспора».

## Клубна кар'єра
Вихованець юнацьких команд футбольних клубів «Домунгуш Савіу» та «Бенфіка».
У дорослому футболі дебютував 2003 року виступами за основну команду «Бенфіки», в якій провів три сезони, взявши участь у 58 матчах чемпіонату. У складі «Бенфіки» виборов титул чемпіона Португалії.
2006 року приєднався на умовах оренди до команди клубу «Жіл Вісенте», того ж року цей клуб викупив трансфер гравця.
Втім вже 2007 року захисник перейшов до іншого португальського клубу, «Браги», у складі якого провів наступні два роки своєї кар'єри гравця. Більшість часу, проведеного у складі «Браги», був основним гравцем захисту команди.
До складу «Спортінга» приєднався 2010 року. Наразі встиг відіграти за лісабонський клуб 64 матчі в національному чемпіонаті.
24 травня 2012 року Жуан Перейра перейшов в «Валенсію», який заплатив за трансфер захисника 3,6 млн євро. Контракт був підписаний на 3 роки з можливістю продовження ще на один рік.

## Виступи за збірні
Протягом 2004–2007 років залучався до складу молодіжної збірної Португалії. На молодіжному рівні зіграв у 23 офіційних матчах, забив 1 гол.
2010 року дебютував в офіційних матчах у складі національної збірної Португалії. 
У складі збірної був учасником чемпіонату Європи 2012 року в Польщі та Україні.
Наразі провів у формі головної команди країни 40 матчів.

## Титули і досягнення
- Володар Кубка Португалії (1):

«Бенфіка»: 2003-04
- Чемпіон Португалії (2):

«Бенфіка»: 2004-05
«Спортінг»: 2020-21
- Володар Суперкубка Португалії (2):

«Бенфіка»: 2005
«Спортінг (Лісабон)»: 2015
- Володар Кубка Туреччини (1):

«Трабзонспор»: 2019-20